# Takht-e Soleyman
Takht-i Soleyman (en persa: تخت سلیمان, Takht-i Soleyman, literalment, "el Tron de Salomó"), en l'anterior període antic conegut com a Shiz o Adur Gushnasp, literalment, "el foc dels Reis Guerrers") és un jaciment arqueològic a l'Azerbaidjan Oest, Iran. Es troba a mig camí entre Urmia i Hamadan, molt a prop de l'actual ciutat de Takab, i 400 km a l'oest de Teheran. Està inscrit a la llista del Patrimoni de la Humanitat de la UNESCO des del 2003.